# Červený bedrník
Červený bedrník (anglicky Scarlet Pimpernel) je světově proslulý fiktivní hrdina románů a povídek baronky Orczy. Svou přezdívku převzal od malého červeného kvítku, který používá jako svůj znak (drchnička rolní, v angličtině Scarlet Pimpernel).
Červený bedrník, v normálním životě sir Percy Blakeney, žije na jedné straně život znuděného, zhýčkaného a užvaněného šlechtice, a na straně druhé pod pseudonymem bojuje proti Francouzské revoluci a zachraňuje nevinné lidi zpod gilotiny.
Tento hrdina vystupuje v celé řadě románů a povídek baronky Orczy, na jejichž základě vznikly desítky televizních, filmových a divadelních adaptací. Zajímavostí je, že v roce 1999 byla část dobrodružného historického dramatického filmu Červený bedrník (The Scarlet Pimpernel, Velká Británie 1999) natáčena také v jihomoravském Slavkově u Brna v prostředí zámku a zámeckého parku.

## V populární kultuře
V odkazu na tuto postavu získal slavný odpůrce nacismu Hugh O'Flaherty svoji přezdívku Vatikánský bedrník.

## Český překlad
Český překlad posměšné anglické písničky z příběhů Červeného bedrníka (jejím autorem je sám Bedrník, který ji také jako sir Blakeney sám představuje anglické smetánce):
„On není zde a není tam,
toť pro Francouze hlavolam.
Snese se z nebe či v peklo vnik?
Ten zatrolený Bedrník!“